# Ульгень
Ульге́нь или Юрге́нь (др. тюрк. ‏𐰈𐰞𐰏𐰅𐰣‎; алт. , хак. и шор. Ӱлген) — демиург, верховное божество в тенгрианстве алтайцев, хакасов, шорцев, монголов — грозоносец, молниеносец.
По другим версиям, он является только «тосем», родовым покровителем, предком-божеством, которому поклонялись отдельные родственные сеоки алтайцев, от которого берут начало члены этого рода. В древних и средневековых письменных источниках это имя не зафиксировано, однако материал для характеристики Ульгеня дают этнографические сведения. В этой литературе он творец Вселенной. Обитает на девятом (по другим источникам пятнадцатом или шестнадцатом) слое неба за месяцем и солнцем (на востоке, где всходит солнце), где возвышается Золотая Гора (Алтын-туу). Ульгень живёт в золотом дворце с золотыми воротами, имеет золотой престол.
Создателем всего сущего, демиургом, Ульгень стал при помощи Священной Белой Матери (Ак-Эне). Творение продолжалось шесть дней. Ульгень сотворил не только землю, небо, солнце, луну, радугу, гром, огонь, но и создал первого человека, кости которого были сделаны из камыша, а тело из глины. Он сотворил собаку (Ийт) и велел ей сторожить первого человека. Он же сотворил богатырей Майдере и Мангдышире. Сотворил камни, деревья, посадил цветы. Он творец головы и пуповины у людей и скота, творец пастбищ и человеческих жилищ.
Перед потопом он поручил Наме построить плот и велел посадить всех зверей и птиц. Ульгень создал камов для защиты от Эрлика, он же награждает людей даром шаманства, определяет, быть человеку шаманом или нет, и назначает будущему шаману духов-помощников, указывает, каким должен быть бубен (тунур). Некоторые сеоки южных алтайцев не почитали Ульгеня как высшее божество (например, сеоки сойон и иркит, переселившиеся в своё время на Алтай из Тувы).
Внешность Ульгеня не изображалась, или изображалась очень условно, в виде человекоподобной фигуры, голова которой излучает сияние. В мифах упоминается о 7 (или 9) сыновьях и дочерях Ульгеня, но не говорится о жёнах. Его дети не родились, а откололись от отца.
Сын Ульгеня Каракуш-кан — глава всех сверхъестественных помощников шамана. Другое его имя — Чамгыл-куштар (семь чёрных птиц Ульгеня). При камлании Каракуш-кан сопутствует каму, подносит брагу духу и уносит домой берестяной туес, в котором была брага. Каракуша почитают тубалары, северные алтайцы, бурханисты.